# Coprophanaeus thalassinus
Coprophanaeus thalassinus là một loài bọ cánh cứng trong họ Bọ hung (Scarabaeidae).